# Shāhvardī
Shāhvardī (persiska: قِشلاق, قِشلاقِ شاوِردی, قِشلاقِ شاهوِردی, شاهوِردی, Shāverdī, شاهوردی, قشلاق شاهوردی) är en ort i Iran.   Den ligger i provinsen Östazarbaijan, i den nordvästra delen av landet, 500 km nordväst om huvudstaden Teheran. Shāhvardī ligger 1 270 meter över havet och antalet invånare är 544.
Terrängen runt Shāhvardī är varierad.Runt Shāhvardī är det ganska glesbefolkat, med 29 invånare per kvadratkilometer. Närmaste större samhälle är Ahar, 16,9 km väster om Shāhvardī. Trakten runt Shāhvardī består i huvudsak av gräsmarker.